# Flyga drake
För andra betydelser, se Flyga drake (olika betydelser).
Flyga drake (The Kite Runner) är en roman av författaren Khaled Hosseini. Den utgavs första gången 2003 av Riverhead Books, och gavs 2004 ut på svenska av Wahlström och Widstrand. Den blev till en film med samma namn år 2007.
Flyga drake handlar om Amir, en ung pojke från distriktet Wazir Akbar Khan i Kabul, som blir vän med Hassan, son till Amirs faders hazariska tjänare. Berättelsen utspelas mot en bakgrund av tumultartade händelser, från störtandet av Afghanistans monarki genom sovjets invasion av Afghanistan, massutvandringen av flyktingar till Pakistan och USA samt den talibanska regimens uppgång.